# ديكي أساوكا
ديكي أساوكا (باليابانية: 浅岡大貴) هو لاعب كرة قدم ياباني في مركز الهجوم، ولد في 21 أبريل 1995 في آيتشي في اليابان. لعب مع نادي ألبيريكس نيغاتا.

## وصلات خارجية
- ديكي أساوكا على موقع قاعدة بيانات كرة القدم.إي يو (الإنجليزية)
- ديكي أساوكا على موقع Soccerway.com (الإنجليزية)